# أحمد بن علي الحازمي
محمد أحمد بن علي  عبدالفتاح الحازمي، من أدباء المملكة العربية السعودية، ومن علماء منطقة جازان.

## نشأته
- ولد بقرية العريش التابعة لمحافظة صبيا الواقعة بمنطقة جازان، وتلقى مبادئ العلوم على علماء المخلاف السليماني، ثم التحق بدار العلوم بصنعاء، وأخذ من علمائها ومنهم عبد العزيز بن علي بن إبراهيم، وعبد القادر بن عبد الله، والقاضي محمد بن علي الشرفي، والقاضي يحيى بن محمد العنسي وغيرهم، وبعد تخرجه ولاه الملك عبدالعزيز آل سعود القضاء في كل من محكمة فرسان، فمحكمة بنغازي، ثم محكمة فيفا إلى أن أحيل للتقاعد من القضاء في سنة 1373هـ/1952م،وكان الأمراء خالد الأحمد السديري، ومحمد الأحمد السديري يوليانه بعض المهام؛ فينهيها على أكمل وجه، وقد شارك معهما في حل عدد من المشكلات السياسية والحدودية؛ ففي أثناء توليه القضاء كان مستشاراً لخالد الأحمد السديري الذي تولى إمارة جازان سنة 1359هـ/1940م، وقد كان من ضمن الوفد الذي أمر بتشكيله الملك عبد العزيز برئاسة خالد السديري للإصلاح في خلاف وقع بين قبيلة آل شراحيل السعودية بناحية منطقة الحرث وقبيلة يمنية تُدعى آل قيس، وقد كان بين السيد أحمد الحازمي والأمير خالد مودة أمتدت نحو أربعين سنة، كما كان مرافقاً لمحمد الأحمد السديري أمير جازان في رئاسة وفد المملكة الذي شكلهُ الملك عبد العزيز لزيارة اليمن بعد أحداث حركة عبد الله بن أحمد الوزير التي أودت بحياة الإمام يحيى بن محمد حميد الدين سنة 1367هـ/1948م حيث توجه الوفد لمقابلة الإمام أحمد بن يحيى حميد الدين في تعز لتقديم واجب العزاء في والده، وتهنئته بولايته على اليمن
- تولى إدارة فرع وزارة الزراعة بمنطقة جازان فترة قصيرة قرابة ثمانية أشهر، وذلك في أثناء تولي خالد الأحمد السديري وزارة الزراعة سنة 1375هـ/1955م، ثم عين مستشاراً في إمارة منطقة جازان، وذلك في اثناء إمارة تركي الأحمد السديري سنة 1376هـ/1956م، وفي سنة 1382هـ/1962م عُين مستشاراً لأمير نجران خالد الأحمد السديري ، وبقي في هذا العمل إلى أن توفي الأمير خالد سنة 1399هـ/1979م حيث رثاه بقصيدة مشهورة، واثناء كان أحمد الحازمي عضواً في اللجنة الخاصة لمجلس الوزراء في المملكة العربية السعودية التي تتولى الإشراف على تنسيق العلاقات بين السعودية واليمن، وتُشرف على أعمال مجلس التنسيق السعودي اليمني.[1]

## إنتاجه الأدبي
- يعد من أشهر أعلام منطقة جازان، لهُ نتاج شعري ونثري نُشر بعضه في الصحف، ويعتبر ديوانه شعراء الجنوب باكورة دواوين الشعر في جازان إضافة إلى ضمه لرواد الشعر الثلاث: علي بن محمد السنوسي، وابنه محمد بن علي السنوسي، ومحمد بن أحمد العقيلي، وقد طُبع في مطابع الكمال بعد أواخر سنة 1370هـ/1951م
- لهُ رسالة فقهية عنوانها: حكم التطليقات الثلاث إذا وقعت في وقت واحد، حققها ونشرها علي بن قاسم الفيفي، سنة 1425هـ/2004م.[2]
- لهُ شعرٌ حسن مثل قوله:

- لهُ قصيدة أخرى عن فلسطين، وفيها يُشيد بموقف الملك عبد العزيز بن عبد الرحمن آل سعود اتجاه القضية الفلسطينية:

- لهُ مرثية وجهها للملك عبد العزيز في وفاة الأمير منصور بن عبدالعزيز:

## وفاته
في السنوات الأخيرة من حياته العلمية عُين مستشاراً شرعياً لمحمد بن تركي السديري الذي تولى إمارة منطقة جازان سنة 1398هـ/1977م واستمر الحازمي في عمله حتى أصابه المرض سنة 1405هـ/1984م، ووافته المنية  يوم الاثنين
10 /3 /1410هـ -12 /10 /1989م

## وصلات خارجية
- جازان.. «منجم الشعراء».
- جازان الشعر.